# 234-я истребительная авиационная дивизия
234-я истребительная авиационная Мозырьская ордена Суворова диви́зия (234-я иад) — соединение Военно-Воздушных сил (ВВС) Вооружённых Сил РККА, принимавшее участие в боевых действиях Великой Отечественной войны.

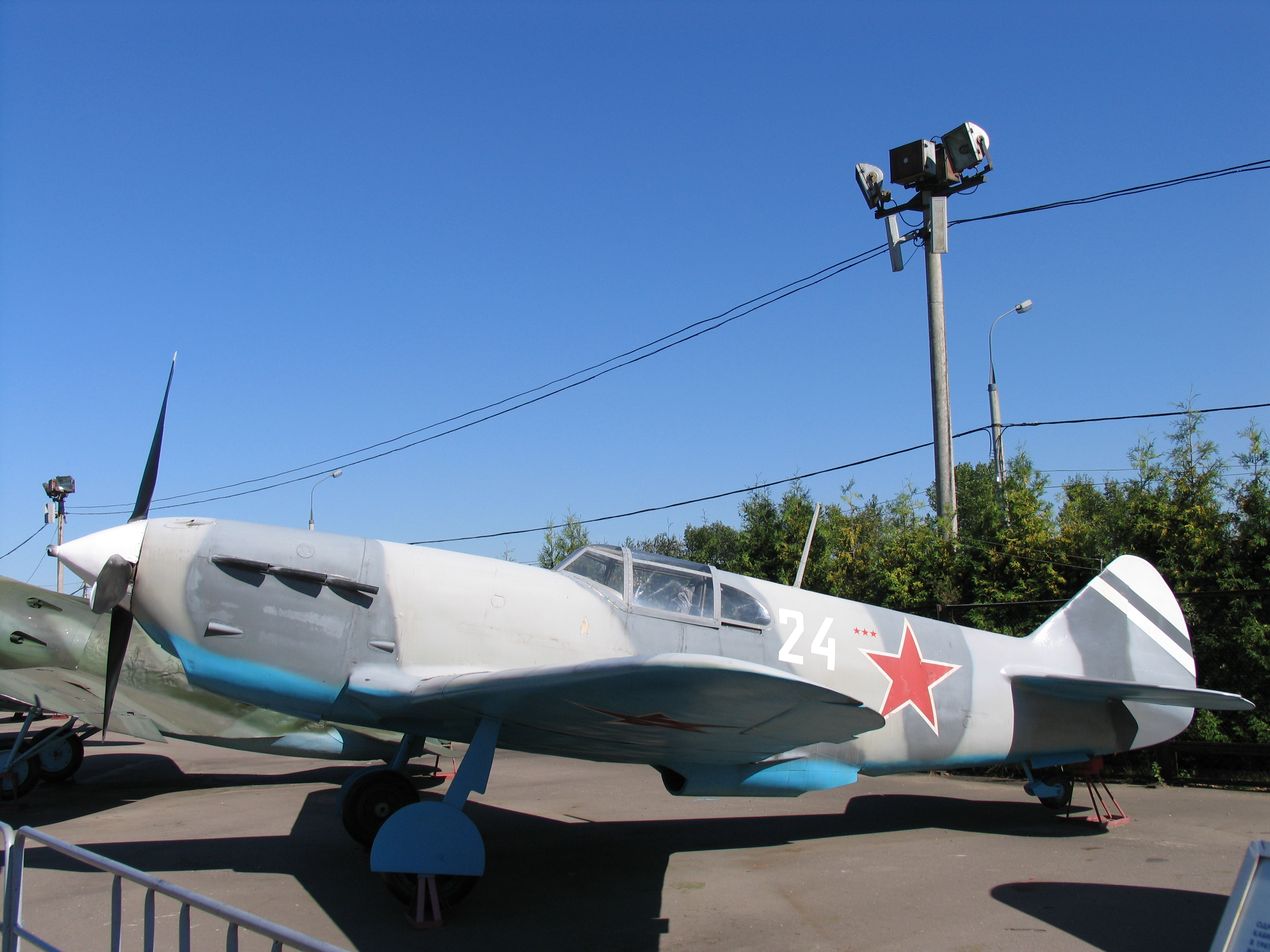
ЛаГГ-3

## Наименования дивизии
- 234-я истребительная авиационная дивизия;
- 234-я истребительная авиационная Мозырская дивизия;
- 234-я истребительная авиационная Мозырская ордена Суворова дивизия;
- Полевая почта 64273.

## Создание дивизии
234-я истребительная авиационная дивизия сформирована 29 мая 1942 года на основании Приказа НКО СССР приданием авиационных полков.

## Расформирование дивизии
234-я Мозырская ордена Суворова II степени истребительная авиационная дивизия расформирована в декабре 1945 года в составе 6-го истребительного авиационного корпуса 16-й воздушной армии Группы советских оккупационных войск в Германии.

## В действующей армии
В составе действующей армии:
- с 29 мая 1942 года по 19 февраля 1943 года,
- с 28 мая 1943 года по 13 августа 1943 года,
- с 1 октября 1943 года по 9 мая 1945 года

## Командир дивизии
| Звание                           | Имя                            | Период                  | Примечание |
| -------------------------------- | ------------------------------ | ----------------------- | ---------- |
| Полковник                        | Немцевич Юрий Александрович    | 23.05.1942 — 17.09.1942 |            |
| Полковник, генерал-майор авиации | Татанашвили Евстафий Захарович | 19.09.1942 — 01.02.1946 |            |

## В составе объединений
| Дата          | Фронт (округ)                                   | Армия                | Корпус                                            | Примечания     |
| ------------- | ----------------------------------------------- | -------------------- | ------------------------------------------------- | -------------- |
| 29.05.1942 г. | Западный фронт                                  | 1-я воздушная армия  | -                                                 | -              |
| 19.02.1943 г. | Резерв Верховного Главнокомандования            | -                    | 4-й смешанный авиационный корпус                  | -              |
| 28.05.1943 г. | Брянский фронт                                  | 15-я воздушная армия | 4-й смешанный авиационный корпус                  | -              |
| 22.06.1943 г. | Брянский фронт                                  | 15-я воздушная армия | -                                                 | -              |
| 07.07.1943 г. | Центральный фронт                               | 16-я воздушная армия | -                                                 | -              |
| 14.07.1943 г. | Брянский фронт                                  | 15-я воздушная армия | 1-й гвардейский истребительный авиационный корпус | -              |
| 07.08.1943 г. | Брянский фронт                                  | 15-я воздушная армия | -                                                 | -              |
| 13.08.1943 г. | Резерв Верховного Главнокомандования            | -                    | -                                                 | -              |
| 01.10.1943 г. | Центральный фронт                               | 16-я воздушная армия | 6-й истребительный авиационный корпус             | -              |
| 20.10.1943 г. | 1-й Белорусский фронт                           | 16-я воздушная армия | 6-й истребительный авиационный корпус             | -              |
| 09.05.1945 г. | 1-й Белорусский фронт                           | 16-я воздушная армия | 6-й истребительный авиационный корпус             | -              |
| 20.06.1945 г. | Группа советских оккупационных войск в Германии | 16-я воздушная армия | 6-й истребительный авиационный корпус             | -              |
| 25.12.1945 г. | Группа советских оккупационных войск в Германии | 16-я воздушная армия | 6-й истребительный авиационный корпус             | расформирована |

## Части и отдельные подразделения дивизии
За весь период своего существования боевой состав дивизии претерпевал изменения, в различное время в её состав входили полки:
| Период                                                 | Части                                            |
| ------------------------------------------------------ | ------------------------------------------------ |
| 23.06.1942 г. — 22.02.1943 г.                          | 18-й гвардейский истребительный авиационный полк |
| 23.05.1942 г. — 22.06.1942 г.                          | 437-й истребительный авиационный полк            |
| 23.05.1942 г. — 10.07.1942 г.                          | 240-й истребительный авиационный полк            |
| 09.06.1942 г. — 16.06.1942 г.                          | 297-й истребительный авиационный полк            |
| 21.06.1942 г. — 18.08.1942 г.                          | 91-й истребительный авиационный полк             |
| 18.06.1942 г. — 01.11.1942 г.                          | 513-й истребительный авиационный полк            |
| 26.06.1942 г. — 23.02.1943 г.                          | 523-й истребительный авиационный полк            |
| 13.08.1942 г. — 13.11.1942 г.                          | 49-й истребительный авиационный полк             |
| 13.08.1942 г. — 05.05.1943 г.                          | 146-й истребительный авиационный полк            |
| 18.08.1942 г. — 31.08.1942 г., 01.10.1942 — 18.08.1944 | 248-й истребительный авиационный полк            |
| 14.12.1942 г. — 27.12.1945 г.                          | 133-й истребительный авиационный полк            |
| 09.03.1943 г. — 20.11.1945 г.                          | 233-й истребительный авиационный полк            |
| 14.07.1943 г. — 15.08.1943 г.                          | 744-й истребительный авиационный полк            |
| 05.01.1944 г. — 09.12.1945 г.                          | 157-й истребительный авиационный полк            |

## Участие в операциях и битвах

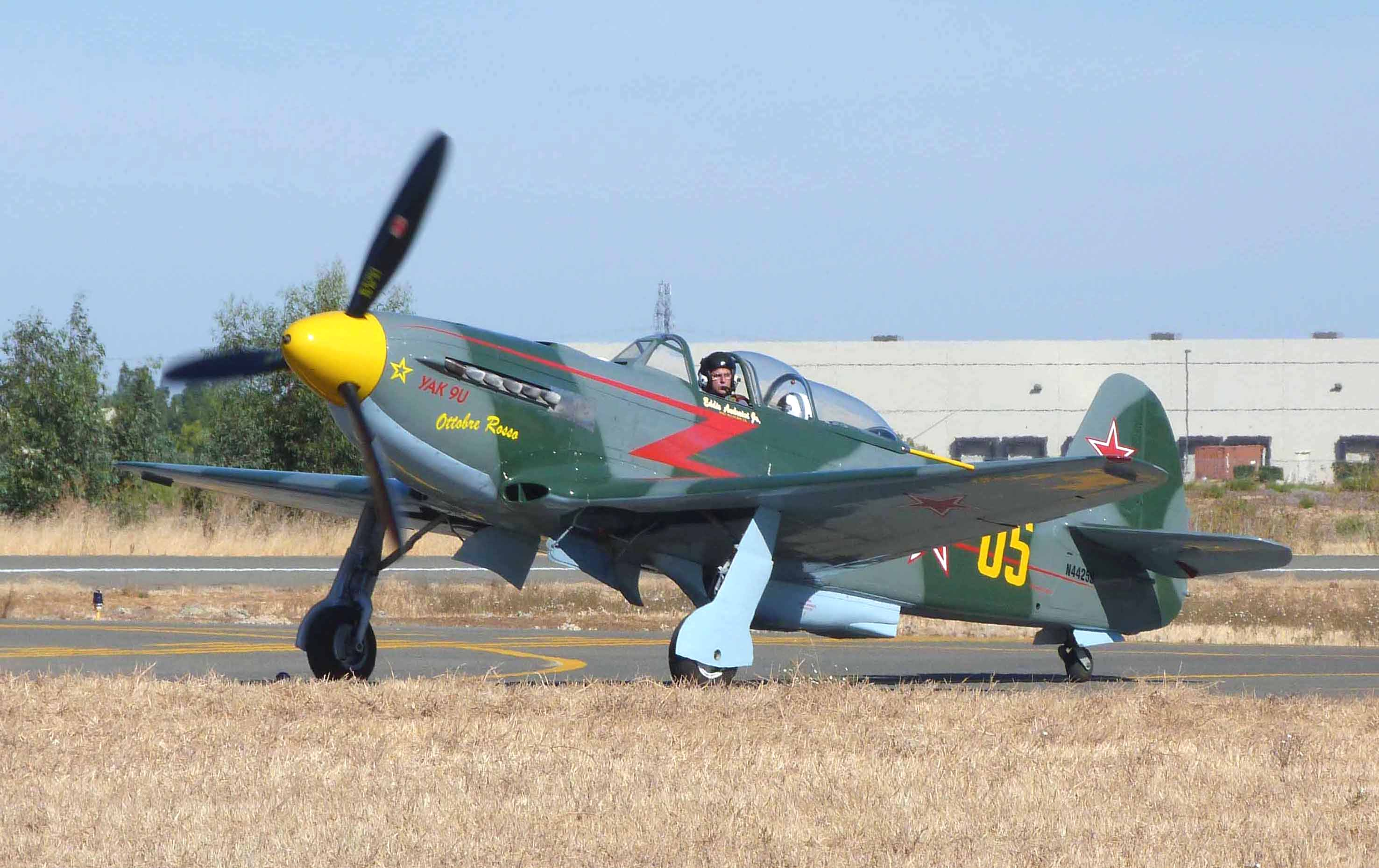
Як-9У

- Ржевско-Вяземская наступательная операция 1943 года[3] — с 1 марта 1943 года по 30 марта 1943 года
- Курская битва[3] — с 12 июля 1943 года по 18 августа 1943 года
- Черниговско-Припятская операция — с 26 августа 1943 года по 30 сентября 1943 года.
- Белорусская операция «Багратион» — с 23 июня 1944 года по 29 августа 1944 года.
- Бобруйская операция — с 24 июня 1944 года по 29 июня 1944 года.
- Минская операция — с 29 июня 1944 года по 4 июля 1944 года.
- Барановичская операция[3] — с 5 июля 1944 года по 16 июля 1944 года.
- Люблин-Брестская операция — с 18 июля 1944 года по 2 августа 1944 года.
- Висло-Одерская операция — с 12 января 1945 года по 3 февраля 1945 года.
- Варшавско-Познанская операция[3] — с 14 января 1945 года по 3 февраля 1945 года.
- Восточно-Померанская операция[3] — с 10 февраля 1945 года по 20 марта 1945 года.
- Берлинская операция[3] — с 16 апреля 1945 года по 8 мая 1945 года.

## Почётные наименования
- 234-й истребительной авиационной дивизии 15 января 1944 года присвоено почётное наименование «Мозырьская»[5]
- 133-му истребительному авиационному полку за отличие в боях за овладение городом Барановичи 27 июля 1944 года присвоено почётное наименование «Барановичский»[6]
- 157-му Краснознамённому истребительному авиационному полку 10 августа 1944 года за отличие в боях за овладение городом Брест присвоено почётное наименование «Брестский»[7]
- 233-му истребительному авиационному полку за отличие в боях за овладение столицей Советской Белоруссии городом Минск 10 июля 1944 года присвоено почётное наименование «Минский»[8]

## Награды
- 234-я Мозырьская истребительная авиационная дивизия за образцовое выполнение заданий командования в Восточно-Померанской операции и проявленные при этом доблесть и мужество Указом Президиума Верховного Совета СССР 20 марта 1945 года награждена орденом «Суворова II степени»
- 133-й Барановичский истребительный авиационный полк За образцовое выполнение боевых заданий командования в боях с немецкими захватчиками за овладение городом Варшава и проявленные при этом доблесть и мужество Указом Президиума Верховного Совета СССР награждён орденом «Боевого Красного Знамени»[9]
- 157-й истребительный авиационный полк за образцовое выполнение боевых заданий командования на фронте борьбы с немецкими захватчиками и проявленные при этом доблесть и мужество Указом Президиума Верховного Совета СССР награждён орденом «Боевого Красного Знамени»[10]
- 233-й Минский истребительный авиационный полк за образцовое выполнение боевых заданий командования в боях с немецкими захватчиками за овладение городом Варшава и проявленные при этом доблесть и мужество Указом Президиума Верховного Совета СССР награждён орденом «Суворова III степени»[9]
- 248-й истребительный авиационный полк за образцовое выполнение заданий командования в боях с немецкими захватчиками, за овладение городом Брест и проявленные при этом доблесть и мужество Указом Президиума Верховного Совета СССР от 10 августа 1944 года награждён орденом «Боевого Красного Знамени».

## Благодарности Верховного Главнокомандования
За проявленные образцы мужества и героизма Верховным Главнокомандующим дивизии объявлены благодарности:
- За овладение городом Брест[11].
- За овладение крепостью Прага[12].
- За овладение городами Сохачев, Скерневице и Лович[13].
- За овладение городами Лодзь, Кутно, Томашув (Томашов), Гостынин и Ленчица[14].
- За овладение городами Бельгард, Трептов, Грайфенберг, Каммин, Гюльцов, Плате[15].
- За овладение городами Голлнов, Штепенитц и Массов[16]
- За овладение городом Альтдамм[17]

Дивизия удостоена благодарностей Верховного Главнокомандования в составе корпуса:
- За прорыв сильно укреплённой обороны немцев, прикрывающей Бобруйское направление[18] .
- За овладение городом Барановичи и Барановичским укреплённым районом[19].
- За форсирование реки Шара и за овладение городами Слоним и Лунинец[20].
- За овладение городом Варшава[21].
- За овладение городами Сохачев, Скерневице и Лович[13].
- За овладение городами Лодзь, Кутно, Томашув (Томашов), Гостынин и Ленчица[14].
- За овладение городами Влоцлавек, Бжесць-Куявски и Коло[22].
- За овладение городами Хоэнзальца (Иновроцлав), Александров, Аргенау и Лабишин[23].
- За овладение городами Бервальде, Темпельбург, Фалькенбург, Драмбург, Вангерин, Лабес, Фрайенвальде, Шифелъбайн, Регенвальде и Керлин[24].
- За овладение городами Франкфурт-на-Одере, Вандлитц, Ораниенбург, Биркенвердер, Геннигсдорф, Панков, Фридрихсфелъде, Карлсхорст, Кепеник и вступление в столицу Германии город Берлин[25].
- За овладение городами Ратенов, Шпандау, Потсдам[26].
- За овладение городом Берлин[27].

## Отличившиеся воины дивизии
| Як-7УТ | Як-9УМ | Як-7 |

- Боровых Андрей Егорович, капитан, командир эскадрильи 157-го истребительного авиационного полка 234-й истребительной авиационной дивизии 6-го истребительного авиационного корпуса 16-й воздушной армии 23 февраля 1945 года удостоен звания дважды Герой Советского Союза. Золотая Звезда № 2/62
- Волков Виктор Фёдорович, майор, командир 157-го истребительного авиационного полка 234-й истребительной авиационной дивизии 16-й воздушной армии 1 июля 1944 года удостоен звания Герой Советского Союза. Золотая Звезда № 3047.
- Захаров Константин Фёдорович, капитан, командир эскадрильи 233-го истребительного авиационного полка 234-й истребительной авиационной дивизии 16-й воздушной армии 2 августа 1944 года удостоен звания Герой Советского Союза. Посмертно.
- Кузнецов Сергей Алексеевич, майор, штурман 233-го истребительного авиационного полка 234-й истребительной авиационной дивизии 16-й воздушной армии 26 октября 1944 года удостоен звания Герой Советского Союза. Золотая Звезда № 3076.
- Маслов Иван Васильевич, старший лейтенант, заместитель командира эскадрильи 157-го истребительного авиационного полка 234-й истребительной авиационной дивизии 16-й воздушной армии 1 июля 1944 года удостоен звания Герой Советского Союза. Золотая Звезда № 3045.
- Мирошниченко Дмитрий Григорьевич, старший лейтенант, командир эскадрильи 248-го истребительного авиационного полка 234-й истребительной авиационной дивизии 6-го истребительного авиационного корпуса 16-й воздушной армии 26 октября 1944 года удостоен звания Герой Советского Союза. Золотая Звезда № 4518
- Оводов Яков Леонтьевич, майор, помощник командира 133-го истребительного авиационного полка 234-й истребительной авиационной дивизии 6-го истребительного авиационного корпуса 16-й воздушной армии 15 мая 1946 года удостоен звания Герой Советского Союза. Золотая Звезда № 7009
- Сизов Василий Филиппович, старший лейтенант, командир эскадрильи 146-го истребительного авиационного полка 234-й истребительной авиационной дивизии 5 ноября 1942 года удостоен звания Герой Советского Союза. Посмертно.
- Холодный Георгий Степанович, капитан, лётчик 157-го истребительного авиационного полка 234-й истребительной авиационной дивизии 6-го истребительного авиационного корпуса 16-й воздушной армии 15 мая 1946 года удостоен звания Герой Советского Союза. Золотая Звезда № 8102
- Яшин Виктор Николаевич, капитан, командир эскадрильи 133-го истребительного авиационного полка 234-й истребительной авиационной дивизии 6-го истребительного авиационного корпуса 16-й воздушной армии 26 октября 1944 года удостоен звания Герой Советского Союза. Золотая Звезда № 3075

## Известные люди служившие в дивизии
- Бровцин, Александр Николаевич (1921—2007) — советский военачальник, генерал-лейтенант, лауреат Ленинской премии. В годы войны служил в 157-м истребительном авиационном полку на должностях командира звена и эскадрильи, совершил 58 боевых вылетов и в шести воздушных боях сбил два вражеских самолёта.

## Базирование
| Период                  | Аэродромы          |
| ----------------------- | ------------------ |
| 01.04.1945 — 28.12.1945 | Пренцлау, Германия |